# Satoshi Dezaki
Satoshi Dezaki (出﨑 哲, Dezaki Satoshi, Tokio, 26 juni 1940) is een Japans animeregisseur, filmproducent en scenarist. Hij is de oudere broer van Osamu Dezaki.

## Biografie
Dezaki werd geboren in Tokio. Na de middelbare school werkte hij bij Toshiba tijdens zijn literatuurstudies aan de Hosei Universiteit. Hij combineerde beiden met werk in de animatiesector. Ook was hij de coach van Toshiba's negendelig volleybal team. In deze periode begon hij een anime productieteam samen te stellen.
Na zeven jaar diende Dezaki zijn ontslag in bij Toshiba en zette hij zijn studies stop. Hij begon te werken bij Gisaburo Sugii's Art Fresh samen met zijn jongere broer Osamu. Zijn eerste werken in de animatiewereld waren het scenario voor Attack No. 1 en storyboards voor Star of the Giants.
In 1969 ging Dezaki freelance werken als scenarist, producent en regisseur voor Tokyo Movie Shinsha, Tatsunoko Production, en Sunrise. In 1977 richtte hij de studio Magic Bus op en animeerde hij Shin Kyojin no Hoshi.

## Oeuvre
- Aterui
- Attack No. 1 (scenario)
- Big Wars (productie)
- Captain
- Carol (regie)
- Daio Kishin no Natsu (regie)
- Flag! (regie)
- Gansu Tensai Bakabon (regie)
- Grey: Digital Target (regie)
- Kyojin no Hoshi (storyboards)
- La Seine no Hoshi (assistent regie, afleveringsregie en storyboards)
- Mad Bull 34 (regie)
- Mahjong Hisho-den: Naki no Ryu (regie)
- Mighty Orbots (storyboards)
- |Play Ball (hoofd regie)
- Pro Yakyuū o 10 Oku Tanoshiku Miru Hoho Part 2
- The Rose of Versailles (regie (afl.6, 8))
- Shin Kyojin no Hoshi (productie, animator)
- Shirahata no Shojo Ryuko
- Sword for Truth (productie)
- New Tetsujin-28 (afleveringsregie)
- They Were Eleven (regie, storyboards)
- Tobira o Akete (scenario)
- Urusei Yatsura Kanketsuhen (regie)
- Urusei Yatsura: Inaba the Dreammaker (regie)

- Gemeinsame Normdatei: 1118659244
- International Standard Name Identifier: 0000 0005 0414 6610
- Virtual International Authority File: 9480147907519779210000
- WorldCat: E39PBJjtcjTvkXyqGtCh87PhHC